# Relógio de pêndulo

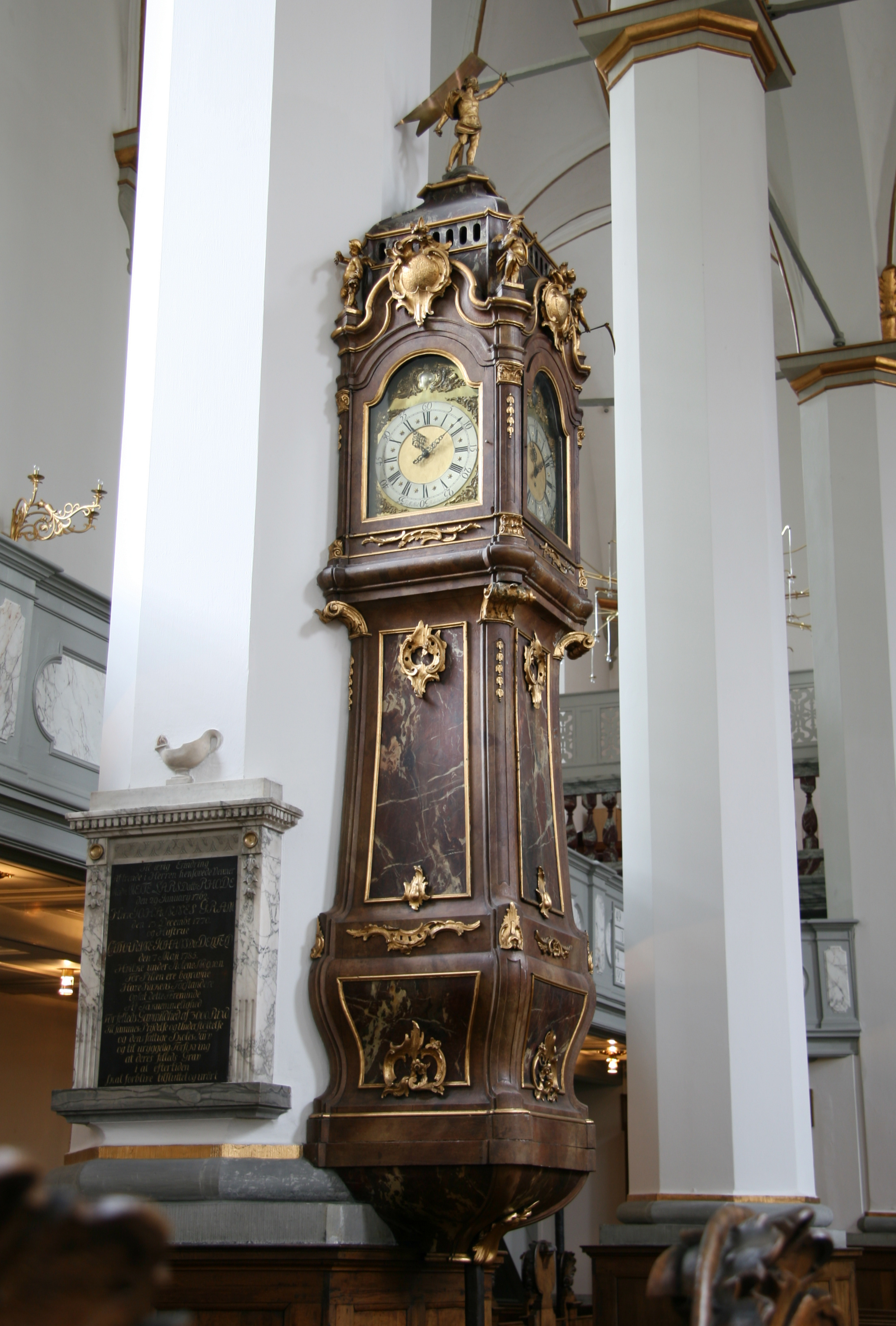
Exemplo de relógio de pêndulo

Relógio de pêndulo é um mecanismo para medida do tempo baseado na regularidade da oscilação (isocronismo) de um pêndulo.
A regularidade no movimento de um pêndulo foi estudada por Galileu Galilei no século XVI, mas a invenção do relógio de pêndulo é atribuída a Christiaan Huygens em 1656, na cidade de Haia, Holanda. A fabricação começou em 1657 por obra de artesãos holandeses e teve rápida difusão.
A partir do século XX, este instrumento foi superado em precisão pelo relógio a quartzo e depois pelo relógio atômico, mas continua a ter certo emprego pelo seu valor estético e artístico.
Para um relógio de pêndulo ser um medidor de tempo preciso, a amplitude do movimento deve ser mantida constante apesar de as perdas por atrito afetarem todo o sistema mecânico. Variações na amplitude, tão pequenas quanto 4° ou 5°, fazem um relógio adiantar cerca de 15 segundos por dia, o que não é tolerável mesmo num relógio caseiro. Para manter constante a amplitude é necessário compensar com um peso ou mola, fornecendo energia automaticamente, compensando as perdas devidas ao atrito.[carece de fontes?]

## Sincronização de relógios de pêndulo
Em 1665, Christiaan Huygens observou, quando estava doente em casa, que o movimento dos pêndulos de dois relógios, pendurados numa trave, era sincronizado. Qualquer que fosse a posição de partida, os pêndulos mantinham-se em 'oposição de fase': um pêndulo ia para a esquerda enquanto o outro ia para a direita.
A explicação para o fenómeno surgiu em 2015, pela mão de uma equipa de investigadores portugueses: a troca de impulsos sonoros faz com que o movimento de dois pêndulos de relógios, colocados lado a lado, esteja automaticamente sincronizado. 
Um pêndulo de um relógio, "num dado ponto do ciclo", transfere energia a outro através de impulsos sonoros.
O impulso sonoro, uma onda sonora que transporta energia, pode passar de um relógio para o outro, obrigando-os a estarem sincronizados.